# Poly en Tunisie
Poly en Tunisie est un feuilleton télévisé français en treize épisodes de treize minutes, en couleurs, créé par Cécile Aubry et réalisé par Claude Boissol. Il est diffusé du 12 septembre au 5 décembre 1973 sur la première chaîne de l'ORTF.
Au Québec, elle est diffusée à partir du 7 septembre 1974 à la Télévision de Radio-Canada.

## Synopsis
Les enfants Victor, Mustapha et Nathalie cherchent à arrêter des bandits qui ont volé la caisse contenant la paye des ouvriers de la mine. L'aide de Poly leur sera précieuse.

## Distribution
- Jamel Ellil Benoufa : Mustapha
- Sophie Simon : Nathalie et Sonia
- Christophe Grimbert : Victor
- Lucien Raimbourg : Monsieur Fleur
- Habib Chaâri : Freddy
- Taieb Oueslati : Kerim
- Adrienne Baiada : Nadjia
- Jean-François Calvé : Forestier
- Mohamed Masmoudi : Théo
- Aly Mansour : La Fouine
- Jamila Lorabi : Tima
- Abdesselem El Beche : Aziz
- Hattab Dhib : Daouri
- Ezzedine Brika : Williame